# Armênio oriental
O armênio (português brasileiro) ou arménio (português europeu) oriental (em armênio: արևելահայերեն; romaniz.: arevelahayeren) é uma das duas formas padronizadas de armênio moderno, sendo a outra o armênio ocidental. Os dois padrões formam uma língua pluricêntrica. Difere do armênio ocidental na gramática, pronúncia e ortografia.
O armênio oriental é falado na Armênia, Rússia, bem como na Geórgia, e pela comunidade armênia no Irã. O armênio oriental também era falado nativamente na região do Alto Carabaque, no Azerbaijão, até o colapso da República separatista de Artsaque e a fuga de praticamente todos os armênios em 2023. Embora o armênio oriental falado pelos armênios na Armênia e os armênios-iranianos sejam semelhantes, há diferenças de pronúncia com inflexões diferentes. Os armênios do Irã também existem algumas palavras que são exclusivas para eles. Por causa das migrações de falantes da Armênia e do Irã para a diáspora armênia, o dialeto agora é muito proeminente em países e regiões onde apenas o armênio ocidental era usado. O armênio oriental é baseado no dialeto de Erevã.

## Status oficial e reconhecimento
O armênio oriental é, na maior parte, mutuamente inteligível por usuários instruídos ou alfabetizados do armênio ocidental - e vice-versa. Por outro lado, usuários semianalfabetos ou analfabetos de registros mais baixos de uma das variedades podem ter dificuldade em compreender a outra.
A língua oficial da Armênia, de acordo com a lei, é um "armênio" não especificado. Na prática, porém, o armênio oriental é a língua comum do dia-a-dia da Armênia. Por exemplo, traduções comerciais são geralmente concluídas em armênio oriental.
Até 2018, ambas as variedades compartilhavam o mesmo código ISO 639-3: hye. No entanto, em 23 de janeiro de 2018, um código específico para armênio ocidental foi adicionado ao ISO 639-3: hyw. (O código anterior em ISO 639-1 era hy.)
A Wikipedia armênia é predominantemente composta de conteúdo armênio oriental. Como resultado da emenda à ISO 639-3, uma campanha para criar uma Wikipedia separada para o armênio ocidental foi aprovada. Isso resultou em sites separados da Wikipedia para o armênio oriental e o armênio ocidental.

## Ortografia
A língua armênia oriental é escrita usando a Ortografia Armênia Tradicional ou a Ortografia Armênia Reformada. A polêmica ortografia reformada foi desenvolvida durante a década de 1920 na Armênia soviética e é amplamente usada hoje por falantes do armênio oriental na Armênia e por aqueles na diáspora que são da Armênia. Os falantes do armênio oriental no Irã continuam a usar a ortografia tradicional. No entanto, os escritos de qualquer forma são mutuamente inteligíveis, uma vez que a diferença entre as duas ortografias não é grande.

## Morfologia

### Pronomes
| Pronomes pessoais | Pronomes pessoais                    | Pronomes pessoais                    | Pronomes pessoais | Pronomes pessoais                    | Pronomes pessoais                    | Pronomes pessoais   | Pronomes pessoais |
|                   | singular                             | singular                             | singular          |                                      | plural                               | plural              | plural            |
| Primeira pessoa   | Segunda pessoa                       | Terceira pessoa                      | Primeira pessoa   | Segunda pessoa                       | Terceira pessoa                      |                     |                   |
| ----------------- | ------------------------------------ | ------------------------------------ | ----------------- | ------------------------------------ | ------------------------------------ | ------------------- | ----------------- |
| nominativo        | ես (es)                              | դու (du)                             | նա (na)           | մենք (menk)                          | դուք (duk)                           | նրանք (nrank)       |                   |
| genitivo          | իմ (im)                              | քո (ko)                              | նրա (nra)         | մեր (mer)                            | ձեր (jer)                            | նրանց (nrants)      |                   |
| dativo            | ինձ (inj)                            | քեզ (kez)                            | նրան (nran)       | մեզ (mez)                            | ձեզ (jez)                            | նրանց (nrants)      |                   |
| acusativo         | ինձ (inj)                            | քեզ (kez)                            | նրան (nran)       | մեզ (mez)                            | ձեզ (jez)                            | նրանց (nrants)      |                   |
| ablativo          | ինձնից (injnits), ինձանից (injanits) | քեզնից (keznits), քեզանից (kezanits) | նրանից (nranits)  | մեզնից (meznits), մեզանից (mezanits) | ձեզնից (jeznits), ձեզանից (jezanits) | նրանցից (nrantsits) |                   |
| instrumental      | ինձնով (injnov), ինձանով (injanov)   | քեզնով (keznov), քեզանով (kezanov)   | նրանով (nranov)   | մեզնով (meznov), մեզանով (mezanov)   | ձեզնով (jeznov), ձեզանով (jezanov)   | նրանցով (nrantsov)  |                   |
| locativo          | ինձնում (injnum), ինձանում (injanum) | քեզնում (keznum), քեզանում (kezanum) | նրանում (nranum)  | մեզնում (meznum), մեզանում (mezanum) | ձեզնում (jeznum), ձեզանում (jezanum) | նրանցում (nrantsum) |                   |

### Substantivos
Os substantivos armênios orientais têm sete casos, um a mais do que os armênios ocidentais. São eles: nominativo (sujeito), acusativo (objeto direto), genitivo (possessão), dativo (objeto indireto), ablativo (origem), instrumental (meios) e locativo (posição). Dos sete casos, o nominativo e o acusativo, com exceções, são os mesmos, e o genitivo e o dativo são os mesmos, o que significa que os substantivos têm principalmente cinco formas distintas para o caso. Substantivos em armênio também diminuem para número (singular e plural), mas não diminuem para gênero (ou seja, masculino ou feminino).
A declinação em armênio é baseada em como o genitivo é formado. Existem várias declinações, mas duas são as mais usadas (genitivo em i e genitivo em u):
| Ablativo     | դաշտից /dɑʃˈt'it͡s/ | դաշտերից /dɑʃteˈɹit͡s/  | /ɡɑˈɾut͡s/ | /ɡɑɾineˈɹit͡s/ |
| Instrumental | դաշտով /dɑʃˈt'ov/  | դաշտերով /dɑʃteˈɹov/   | /ɡɑˈɾov/  | /ɡɑɾineˈɹov/  |
| Locativo     | դաշտում /dɑʃˈt'um/ | դաշտերում /dɑʃt'eˈɹum/ | /ɡɑˈɹum/  | /ɡɑɾineˈɹum/  |

Duas notas: 
Primeiro, observe que a forma Ablativa em armênio oriental é /-it͡s/, onde é -ê em armênio ocidental:
Abl.sg AOC: karê / AOR: gɑɾut͡s
Em segundo lugar, observe que no armênio ocidental, as formas plurais seguem a declinação u, enquanto no armênio oriental as formas plurais seguem a declinação i:
Gen.pl AOC karineru / AOR ɡɑɾineˈɾi

### Artigos
Como algumas outras línguas como o português, o armênio tem artigos definidos e indefinidos. O artigo indefinido em armênio oriental é /mi/, que precede o substantivo:
mi ɡiɾk ('um livro', Nom.sg), /mi ɡiɾki/ ('de um livro', Gen.sg)
O artigo definido é um sufixo anexado ao substantivo e é uma das duas formas, ou /-ə/ ou /-n/, dependendo se o som final é uma vogal ou consoante, e se uma palavra seguinte começa com um vogal ou consoante:
/mɑɾdə/ ('o homem', Nom.sg) 
/ɡɑɾin/ ('a cevada' Nom.sg)
mas:
/sɑ mɑɾdn e/ ('Este é o homem') 
/sɑ ɡɑɾin e/ ('Esta é a cevada')
Adjetivos
Os adjetivos em armênio não diminuem para o caso ou número e precedem o substantivo:
/lɑv ɡiɾkə/ ('o bom livro', Nom.sg) 
/lɑv ɡɾki/ ('do bom livro', Gen.sg)

### Verbos
Os verbos em armênio são baseados em duas séries básicas de formas, uma forma "presente" e uma forma "imperfeita". A partir disso, todos os outros tempos e humores são formados com várias partículas e construções. Existe uma terceira forma, o pretérito, que em armênio é um tempo por si só e não possui outras partículas ou construções.
| /linel/ Ser            | /siɹel/ Amar | /k'ɑɾdɑl/ Ler |            |
| Presente particípio    |              | /siɹum/       | /k'ɑɾdum/  |
| /jes/ (Eu)             | /em/         | /siɹem/       | /k'ɑɾdɑm/  |
| /du/ (você. sg)        | /es/         | /siɹes/       | /k'ɑɾdɑs/  |
| /nɑ/ (ele/ela)         | /e/          | /siɹi/        | /k'ɑɾdɑ/   |
| /menk/ (nós)           | /enk/        | /siɹenk/      | /k'ɑɾdɑnk/ |
| /duk/ (você.pl)        | /ek/         | /siɹek/       | /k'ɑɾdɑk/  |
| /nɾɑnk/ (eles ou elas) | /en/         | /siɹen/       | /k'ɑɾdɑn/  |

## Fonologia

### Vogais
|             | Frontal               | Central      | Traseira    | Traseira            |
| Não rodeada | Frontal               | Central      | Rodeada     |                     |
| ----------- | --------------------- | ------------ | ----------- | ------------------- |
| Fechada     | ի = /i/               |              |             | ու = /u/            |
| Média       | ե, է = /ɛ/, /e/, /ē/. | ը = /ə/, /ë/ |             | ո, օ = /o/, /ò/ /ɔ/ |
| Aberta      |                       |              | ա = /ɑ/ /a/ |                     |

### Consoantes
| Consoantes        | Consoantes        | Bilabial      | Labiodental     | Alveolar        | Pós- alveolar   | Palatal        | Velar         | Uvular  | Glotal   |
| ----------------- | ----------------- | ------------- | --------------- | --------------- | --------------- | -------------- | ------------- | ------- | -------- |
| Nasal             | Nasal             | m (մ)         |                 | n (ն)           |                 |                | ⟨ŋ⟩           |         |          |
| Parada            | Aspirada          |               |                 |                 |                 |                |               |         |          |
| Parada            | Surda             | p (փ), p' (պ) |                 | t (թ), t' (տ)   |                 |                | k (ք), k' (կ) |         |          |
| Parada            | Expressa          | b (բ)         |                 | d (դ)           |                 |                | ɡ (գ)         |         |          |
| Africada          | Aspirada          |               |                 |                 |                 |                |               |         |          |
| Africada          | Surda             |               |                 | ts (ց), ts' (ծ) | tʃ (չ), tʃ' (ճ) |                |               |         |          |
| Africada          | Expressa          |               |                 | dz (ձ)          | dʒ (ջ)          |                |               |         |          |
| Fricativa         | Surda             |               | f (ֆ)           | s (ս)           | ʃ (շ)           |                |               | h~x (խ) | h (հ, յ) |
| Fricativa         | Expressa          |               | v (վ, ւ, ու, ո) | z (զ)           | ʒ (ժ)           |                |               | ʁ (ղ)   |          |
| Aproximante       | Aproximante       |               | ⟨ʋ⟩             | ɹ ou ɾ (ր)      |                 | j (յ, ե, ի, է) |               |         |          |
| Tepe              |                   |               |                 | ɹ ou ɾ (ր)      |                 |                |               |         |          |
| Vibrante múltipla | Vibrante múltipla |               |                 | r ou ɾ (ռ)      |                 |                |               |         |          |
| Lateral           | Lateral           |               |                 | l (լ)           |                 |                |               |         |          |